# GDA
GDA (англ. Guanine deaminase) – білок, який кодується однойменним геном, розташованим у людей на короткому плечі 9-ї хромосоми. Довжина поліпептидного ланцюга білка становить 454 амінокислот, а молекулярна маса — 51 003.
| 10         |  | 20         |  | 30         |  | 40         |  | 50         |
| ---------- |  | ---------- |  | ---------- |  | ---------- |  | ---------- |
| MCAAQMPPLA |  | HIFRGTFVHS |  | TWTCPMEVLR |  | DHLLGVSDSG |  | KIVFLEEASQ |
| QEKLAKEWCF |  | KPCEIRELSH |  | HEFFMPGLVD |  | THIHASQYSF |  | AGSSIDLPLL |
| EWLTKYTFPA |  | EHRFQNIDFA |  | EEVYTRVVRR |  | TLKNGTTTAC |  | YFATIHTDSS |
| LLLADITDKF |  | GQRAFVGKVC |  | MDLNDTFPEY |  | KETTEESIKE |  | TERFVSEMLQ |
| KNYSRVKPIV |  | TPRFSLSCSE |  | TLMGELGNIA |  | KTRDLHIQSH |  | ISENRDEVEA |
| VKNLYPSYKN |  | YTSVYDKNNL |  | LTNKTVMAHG |  | CYLSAEELNV |  | FHERGASIAH |
| CPNSNLSLSS |  | GFLNVLEVLK |  | HEVKIGLGTD |  | VAGGYSYSML |  | DAIRRAVMVS |
| NILLINKVNE |  | KSLTLKEVFR |  | LATLGGSQAL |  | GLDGEIGNFE |  | VGKEFDAILI |
| NPKASDSPID |  | LFYGDFFGDI |  | SEAVIQKFLY |  | LGDDRNIEEV |  | YVGGKQVVPF |
| SSSV       |  |            |  |            |  |            |  |            |

A: Аланін

C: Цистеїн

D: Аспарагінова кислота

E: Глутамінова кислота

F: Фенілаланін

G: Гліцин

H: Гістидин

I: Ізолейцин

K: Лізин

L: Лейцин

M: Метіонін

N: Аспарагін

P: Пролін

Q: Глутамін

R: Аргінін

S: Серин

T: Треонін

V: Валін

W: Триптофан

Кодований геном білок за функціями належить до гідролаз, фосфопротеїнів. 
Задіяний у такому біологічному процесі, як альтернативний сплайсинг. 
Білок має сайт для зв'язування з іонами металів, іоном цинку. 